# Álvaro Siza Vieira
Álvaro Joaquim de Melo Siza Vieira (Matosinhos, Portugal, 25. lipnja 1933.), vitez reda sv. Jakova i kraljevića Henriquea, je međunarodno priznati poznati portugalski arhitekt.
Njegovo autorsko djelo je i nagrada Oris Ytong koja se dodjeljuje za Dane Orisa, međunarodni arhitektonski simpozij koji se održava svake godine u Zagrebu.

## Životopis
Álvaro Siza Vieira je rođen 1933. god. u lučkom predgrađu Porta, Matosinhosu. Živi i radi u Portu, gdje od 1958. god. radi u svom arhitektonskom uredu, te radi kao profesor na Arhitektonskom fakultetu. Od 1949. do 1955. god. je studirao arhitekturu na Likovnoj akademiji (Escola Superior de Belas Artes do Porto) Sveučilišta u Portu. Do 1958. je radio u uredu svog profesora Fernanda Tavore. Od 1966. do 1969. god. bio je asistent na Sveučilištu u Portu, a od 1976. profesur.
Ubrzo nakon Karanfilske revolucije, tada 41-godišnji arhitekt je iskoristio priliku da dizajnira sa SOBA-u, socijalno naselje Bouça u predgrađu Porta, čiji su redovi terasastih kuća polako prelazili u pojedinačne kuće s ulicama intimnih prostora, i na taj način urbana četvrt prelazi postupno u ruralnu.
Za rekonstrukciju u požaru 1988. god. uništene povijesne četvrti Lisabona, Chiado, primio je 1992. god. Pritzkerovu nagradu. Naime, Álvaro Siza je do u najmanjeg detalja obnovio povijesna pročelja, dok je iznutra građevine potpuno modernizirao.
Siza Vieira je gostujući profesor na EPFL-u (Federalna politehnička škola Lausanne, Švicarska), Sveučilištu Pennsylvanije (SAD), na Andskom sveučilištu u Bogoti (Kolumbija), te je naslijedio Kenza Tangea kao gostujući profesor na Sveučilištu Harvard (SAD).

### Nagrade
- 1992.: Pritzkerova nagrada
- 2001.: Wolfova nagrada
- 2009.: zlatna medalja Kraljevskog instituta britanskih arhitekata (RIBA)
- 2011.: zlatna medalja Međunarodnog udruženja arhitekata
- orden infanta dona Henrika Pomorca
- orden sv. Jakova od Mača

## Djela
Siza Vieira je utjecao na razvoj moderne arhitekture koju je od baštine europske avangarde 1920-ih i 1930-ih uveo u 21. stoljeće, o čemu svjedoče transformacije arhitekture od 1960-ih. U svojim lokalnim projektima postao je reprezentativnim primjerom poduzela konstrukcije ga vodeći primjer arhitekture kritičkog regionalizma, pokreta koji je manjkavosti moderne arhitekture nadomjestio elementima i uticajem okoliša koji doprinosi osjećaju pripadnosti i značenju djela.
U svojim planovima za domove, socijalne stanove, stambene komplekse, javne zgrade, predgrađa i rekonstrukcije prostora osjetljivo prilazi uvjetima krajolika, urbanoj sredini i graditeljskim tradicijama, te ih suprotstavlja strogom modernom stilu.
Njegove zgrade odgovaraju i u ravnoteži su snevidljivim silama koje proizlaze iz krajolika. Na taj način je postignuto poštovanja prirode i tako neprirodnost bilo kojeg arhitektonskog projekta može dobiti opravdanje. Posljedice ovakve integracije se ogledaju u svim mjerilima i arhitektonskim pitanjima.
Siza Vieira je naveliko poznat po svojim crtežima u kojima snima složene situacije i olakšava njihovo razumijevanje. Crtež tako postaje dokaz arhitektonske kvalitete i važan kreativni alat arhitekta kako bi se uspostavila dijalektika između stvaralačke intuicije. U njegovim prvim skicama se mogu pronaći mnoge kvalitete dizajna kasnije realiziranih građevina. Siza Vieira je realizirao svoje projekte, uglavnom u postrevolucionarnom Portugalu, a kasnije i u Nizozemskoj, Francuskoj, Italiji, Španjolskoj, Njemačkoj, itd.

### Kronološki popis poznatijih djela
- Casa de Chá da Boa Nova, Leça da Palmeira, Portugal  (1958. – 63.)
- Bazeni plaže Piscinas de Marés, Leça da Palmeira, Portugal  (1961. – 66.)
- SAAL-socijalno naselje četvrti Bouça II. u Portu (1975. – 77.)
- Stambena zgrada Bonjour Tristesse („Dobro jutro tugo”) u berlinskoj četvrti Kreuzberg, Njemačka (1982. – 83.)
- Knjižnica Sveučilišta u Aveiru (1988.)
- Obnova lisabonske četvrti Chiado (1988.)
- Natkriveni prolaz tvrtke Vitra, Weil am Rhein, Njemačka (1991.)
- Fakultet znanosti i informacija u Santiagu de Composteli, Španjolska (1993.)
- Crkva sv. Marije, Marco de Canaveses, Portugal (1990. – 96.)
- Centro Galego de Arte Contemporánea
- Portugalski paviljon za Expo'98 u Lisabonu (1998.)
- Serpentine Gallery, London, UK (2005.)
- Zgrada zaklade Iberê Camargo u Porto Alegreu, Brazil (2008.)

## Vanjske poveznice
- Álvaro Siza Vieira na archINFORM (engl.)
- Djela Álvara Siza, Deutschen Nationalbibliothek (njem.)